# Чернишова Лідія Дем'янівна
Лідія Дем'янівна Чернишова (10 (23) травня 1912, Бердянськ, Таврійська губернія, Російська імперія — 23 вересня 1975, Сімферополь, Кримська область, Українська РСР, СРСР) — українська радянська артистка балету, балетмейстерка, народна артистка СРСР (з 1967 року).

## Біографія
Народилась 10 (23 травня) 1912 року у місті Бердянську. 
В 1929 році закінчила Ленінгрське хореографічне училище, в 1929—1938 роках працювала в Харкові в театрі музичної комедії, потім в пересувному Театрі імені М. Коцюбинського в Артемівську та інших. 
В 1939—1941 роках організаторка і керівниця Ансамблю пісні і танцю Донецької філармонії. 
В 1941—1945 роках очолювала військовий ансамбль пісні і танцю, що виступав на Південному, Закавказькому і 1-му Українському фронтах. 
В 1954—1955 роках була художньою керівницею Ансамблю танцю УРСР, в 1955—1970 роках — Державного ансамблю пісні і танцю Казахської РСР (Алма-Ата), в 1971—1975 роках — жіночого вокально-хореографічного ансамблю «Таврія» (Сімферополь). Член КПРС з 1964 року.
Померла 23 вересня 1975 року в Сімферополі. Похована в Києві на Байковому кладовищі.

## Нагороди
Нагороджена орденом Леніна (1959, у зв'язку з декадою казахського мистецтва в Москві), орденом Вітчизняної війни 2-го ступеня, двома орденами Трудового Червоного Прапора, орденом Дружби народів, двома орденами «Знак Пошани» (19??; 1948, у зв'язку з 30-річчям встановлення радянської влади в Україні), орденом Червоної Зірки, медалями, в тому числі «В ознаменування 100-річчя від дня народження В. І. Леніна», «За перемогу на Німеччиною», «За визволення Праги».